# Hassan Bashir
Hassan Bashir, né le 7 janvier 1987 à Copenhague, est un footballeur international pakistanais, qui joue au poste de milieu offensif ou d'avant-centre.

## Biographie

### En club
Hassan Bashir est formé au B 93 Copenhague. Il joue ensuite pour le Køge BK, le Brønshøj BK, le Hellerup IK, le Svebølle BI, et le Nordvest FC.
En 2013, il rejoint le Fremad Amager en troisième division danoise.
En 2015, il joue dans le club kirghiz du Dordoi Bichkek.
En février 2016, Bashir rejoint le Boldklubben Søllerød-Vedbæk. Il arrête ensuite de jouer au football durant deux ans.
Après trois années à l'AB Tårnby, Bashir part à l'Ishøj IF en 2021. Un an plus tard, il fait son retour à Tårnby.

### En sélection
Hassan Bashir honore sa première sélection en équipe du Pakistan le 19 novembre 2012 en amical contre Singapour. Pour son second match face au Népal le 6 février 2013, il inscrit l'unique but de la rencontre.
Il marque aussi dans le cadre des qualifications à l'AFC Challenge Cup 2014 contre Macao et dans la Coupe d'Asie du Sud 2013 contre le Népal.
Il porte pour la première fois le brassard de capitaine de la sélection en février 2015 pour un match contre l'Afghanistan.
Bashir inscrit aussi un but pour les qualifications à la Coupe du monde 2018 en mars 2015 contre le Yémen.
À la Coupe d'Asie du Sud 2018, il marque deux buts lors de la phase de poules, puis un autre en demi-finale de la compétition.
En juin 2019, Bashir marque dans le cadre des qualifications à la Coupe du monde 2022 face au Cambodge, sans que cela soit encore suffisant pour que les Pakistanais se qualifient au tour suivant.